# Joanna Scheuring-Wielgus
Joanna Scheuring-Wielgus (nascida a 8 de fevereiro de 1972) é uma política polaca. É membro da coligação política Esquerda. Em dezembro de 2023 foi nomeada secretária de Estado do Ministério da Cultura e do Património Nacional.
Foi eleita deputada ao Parlamento Europeu em 2024.